# Kreatywność organizacyjna

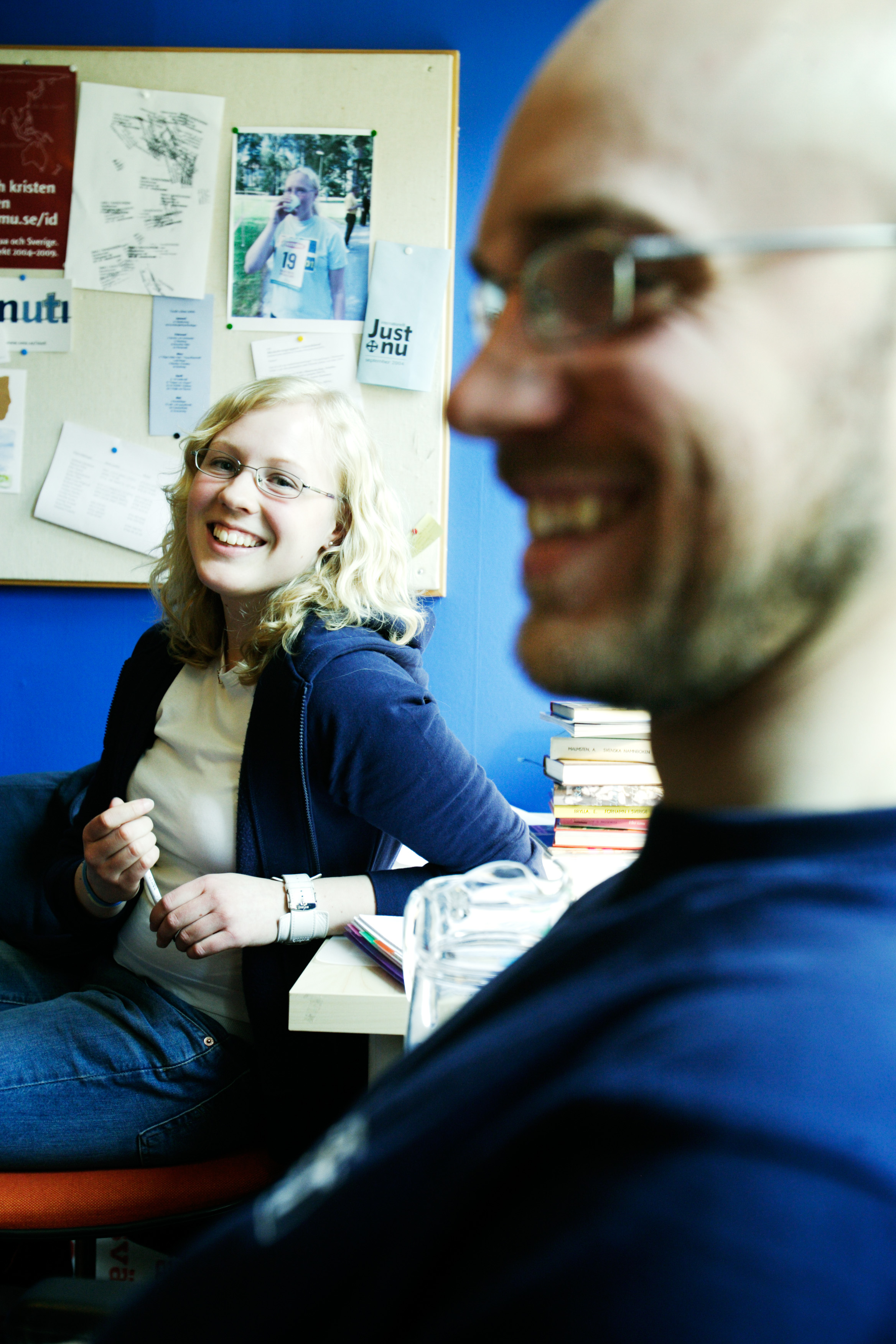
Kreatywność członków organizacji zależy od wielu czynników

Kreatywność organizacyjna to termin z zakresu zarządzania najczęściej rozumiana jako kreatywność w kontekście organizacyjnym lub na poziomie kolektywnym, a w praktyce tworzenie przestrzeni dla kreatywności w organizacji, których życie zawsze preferuje rutynę. Tak jak sama kreatywność, kreatywność organizacyjna jest pojęciem wieloznacznym. Często mylona jest ona z innowacyjnością czy kreatywnością jako pojęciem z zakresu psychologii lub traktowana bezrefleksyjnie. Z tych powodów powstało wiele różnych definicji kreatywności organizacyjnej.

## Przykładowe definicje kreatywności organizacyjnej
Poniżej przedstawiono przykładowe definicje kreatywności organizacyjnej:
1. „tworzenie wartościowych, użytecznych nowych produktów, usług, idei, procedur, procesów przez indywidualne osoby pracujące wspólnie w ramach złożonego systemu społecznego”[6] (tłumaczenie[4])
2. „różnorodne aktywności, przez które nowe idee i nowe rozwiązania powstają przez wspólny wysiłek krzewienia dialogów obejmujących różnorodne dziedziny wiedzy naukowej celem wytworzenia wartości dla misji i rynku organizacji”[5]
3. „kreatywność ... rozpatrywana w perspektywie całej organizacji poprzez pryzmat uwarunkowań wewnętrznych przedsiębiorstwa (społecznych, kulturowych, organizacyjnych) stymulujących twórcze zachowania jednostek oraz zespołów”[7]
4. „funkcja kreatywnych zachowań grup wchodzących w skład organizacji oraz uwarunkowań kontekstowych (np. kultura organizacji, system motywacyjny, ograniczenia wynikające z zasobów, otoczenie organizacji itp.)”[4].
5. „procesy generujące nowe i wartościowe idee w ramach spójnej organizacji, oceniane jako nowe i wartościowe przez członków tej organizacji zgodnie ze wspólnymi wartościami organizacyjnymi”[8]

## Teoria kreatywności organizacyjnej
Teoria kreatywności organizacyjnej mówi o dwustronnych i dynamicznych relacjach pomiędzy kreatywnymi wynikami (wyjście) oraz zachowaniami jednostek i grup oraz ich właściwościami, relacjami oraz zewnętrznym otoczeniem i kontekstem. Zgodnie z tą teorią kreatywność indywidualna jest zależna od wiedzy, stylu poznawczego, osobowości, wewnętrznej motywacji, relacji. Kreatywność grupowa jest zależna od kreatywności indywidualnej, wielkości grupy, różnorodności grupy, norm grupowych, zadań, roli, procesów grupowych, relacji, a kreatywność organizacyjna jest zależna od kreatywności indywidualnej, kreatywności grupowej, kultury organizacji, zasobów organizacji, systemu motywacji, strategii organizacji, struktury organizacji, kontekstu. Wszystkie rodzaje kreatywności są zależne od otoczenia.

## Kreatywność organizacyjna w praktyce
Menedżerowie na każdym szczeblu wpływają na kreatywność pracowników. Mogą oni promować czynniki wspierające kreatywność organizacyjną przez kształtowanie klimatu organizacyjnego, w tym zapewnienie partycypacji i wolności ekspresji oraz odpowiedniej stymulacji, swobody eksperymentowania, możliwość opierania się na wcześniejszych pomysłach, interakcji z małymi barierami oraz tworzenie standardów postępowania. Znaczenie ma też styl przywództwa, który powinien być demokratyczny, partycypacyjny oraz pozwalając na tworzenie i dzielenie wizji, tworzenie efektywnie pracujących grup oraz kultura organizacyjna stawiająca na otwartą komunikacje, podejmowanie ryzyka, aktywność personelu, poczucie bezpieczeństwa, szacunku i zaufania do twórców. Muszą oni zapewnić też odpowiednie zasoby ludzkie, finansowe, komunikacyjne, ale również odpowiednią ilość wyzwań. Kreatywność organizacyjna wspierana jest również poprzez odpowiednie, płaskie struktury oraz nagradzanie, uczciwe osądzanie i intrystyczne motywowanie. Do czynników hamujących z kolej kreatywność organizacyjną można zaliczyć niewłaściwe zarządzanie i motywowanie zespołu, skłonność do zgody i harmonii, syndrom myślenia grupowego, niewłaściwe zarządzanie konfliktami.